# Бой Добрыни Никитича со Змеем Горынычем
«Бой Добрыни Никитича со Змеем Горынычем» — картина Виктора Васнецова на сюжет, связанный с русскими былинами, написанная в 1918 году.

## Создание и судьба картины
Сюжет картины связан с русской былиной «Добрыня и Змей». Изображение явно схоже с картиной Васнецова «Бой Ивана-царевича с трёхглавым морским змеем» и с открыткой Бориса Зворыкина «Смертный бой с змием трёхглавым». Богатырь Добрыня, прикрываясь щитом с изображением креста, сражается с многоголовым чудовищем.
Картина была закончена в 1918 году, во время гражданской войны. Она может символизировать драматичный многосторонний конфликт, в который оказалась тогда втянута Россия. Картина хранилась в семье Васнецова, а в 1951 году была передана в Третьяковскую галерею.